# Estrímnios
Os Estrímnios (em latim: Oestremni são dados como o primeiro povo nativo conhecido de Portugal. Oestremni significaria (povo do) extremo ocidente ‘finis terræ’ segundo os povos do Mediterrâneo.
O seu território estendia-se em toda a faixa Atlântica, da Galiza ao Algarve, durante o final da Idade do Bronze (1200–700 a.C.). Estas comunidades indígenas dedicavam-se ao comércio marítimo e terrestre, com os seus assentamentos fortificados a dominarem o comércio nos grandes rios e estuários costeiros do centro-sul de Portugal.
A primeira invasão documentada ocorreu muito antes do nascimento de Cristo, quando os Ofis ou Sefes e outras tribos entraram na Península Ibérica e colonizaram as terras férteis dos Estrímnios, perto dos rios Douro e Tejo.
Florentino López Cuevillas teoriza-os na sua obra Os Estrímnios e os Sefes e a Ofilatría na Galiza, como o substrato autóctone que fez frente aos invasores célticos, os referidos Sefes ou Ofis.
Os celtas indo-europeus entraram na Península Ibérica no primeiro milénio a.C. e espalharam-se gradualmente para oeste até ao Atlântico, casando-se com a população nativa pré-indo-europeia, dando assim origem a tribos locais de língua celta, como os Cempsi e os Sefes ou Ophis ("Povo das Serpentes"). Colonizaram as terras férteis de Oestriminis e formaram um território conhecido pelos gregos como Ophiussa (Terra das Serpentes), estendendo-se do Douro ao Tejo.
No quarto século AC o poeta-geógrafo romano, Rúfio Avieno (Rufus Avienus Festus) na sua Ora Maritima foi inspirado pelo Périplo massaliota dos gregos antigos.
A expulsão dos Estrímnios,  da Ora Maritima:
| Post illa rursum quae supra fati sumus, magnus patescit aequoris fusi sinus Ophiussam ad usque. rursum ab huius litore internum ad aequor, qua mare insinuare se dixi ante terris, quodque Sardum nuncupant, septem dierum tenditur pediti via. Ophiussa porro tanta panditur latus quantam iacere Pelopis audis insulam Graiorum in agro. haec dicta primo Oestrymnis est locos et arva Oestrymnicis habitantibus, post multa serpens effugavit incolas vacuamque glaebam nominis fecit sui. | Além do local supracitado, uma enorme baía se vislumbra rodeada d’água até Ophiussa. Desde o litoral à água interior o mar se insinua nesta terra, e ao qual chamam Sardum, a jornada a pé demora sete dias. Ophiussa estende-se lateralmente, grande como a ilha de Pélope que é território Grego. Esta terra era conhecida como Estrímnia pelas gentes locais, os Estrímnios, que antes fugiram às serpentes e legaram o seu nome à terra ora abandonada. |